# Síndrome de Zellweger
La síndrome de Zellweger o síndrome cerebrohepatorenal és una malaltia metabòlica hereditària poc freqüent produïda per una deficiència en els processos anabòlics efectuats pels peroxisomes. Es caracteritza per un trastorn en el funcionament neurològic amb signes i símptomes tals com hipotonia profunda, convulsions neonatals, dificultat per alimentar-se i retard en el desenvolupament psicomotor. Sol presentar-se amb malformacions en cara i crani, cataractes, trastorns en el funcionament del fetge, amb hepatomegàlia i fibrosis hepàtica, quists en els ronyons, anormalitats en la substància blanca del cervell i conseqüències de l'alteració de la migració neuronal en els hemisferis cerebrals, en el cerebel i en el nucli olivar inferior (una estructura del bulb raquidi).
La síndrome és conseqüència de diverses mutacions en qualsevol de prop d'una dotzena de gens que codifiquen la maquinària d'assemblatge dels peroxisomes. Des del punt de vista bioquímic, els pacients manquen de peroxisomes funcionals el que ocasiona un dèficit gairebé total de la beta-oxidació, acumulant-se àcids grassos ramificats i de cadena llarga, àcids biliars anormals i leucotriens. A més no funciona correctament la síntesi de l'àcid docosahexaenoic i dels plasmalògens. També es veu afectada la síntesi d'àcid pipecòlic i les etapes peroxisomals de la síntesi de isoprenoide.

## Història
Es tracta d'un trastorn congènit anomenat així per Hans Zellweger (1909-1990), un professor de pediatria i genètica a la Universitat de Iowa que va investigar la malaltia.

## Epidemiologia
S'estima una freqüència entre 1/25.000 i 1/100.000 nascuts vius, amb una mortalitat del 70% dels pacients en els tres primers mesos de vida i gairebé la totalitat abans de l'any, encara que s'han descrit variants més lleus amb una supervivència major, fins i tot fins a la segona dècada de la vida.
La mort ocorre habitualment en els 6 mesos després del principi de la malaltia i pot ser causada per una crisi respiratòria, una hemorràgia gastrointestinal o una insuficiència hepàtica. No és rar que aquesta síndrome aparegui en fills de parelles consanguínies, fet que fa molt recomanable el seu assessorament genètic.

## Etiologia
El peroxisoma és un orgànul comú a les cèl·lules nucleades de l'organisme, particularment en les de fetge i ronyó. Es relaciona amb diverses funcions enzimàtiques, incloent reaccions d'oxidorreducció (d'aminoàcids, alfa-hidroxiàcids, poliamines, oxalat, etc.).
En ells es troben diversos enzims, com la ATPasa transportadora de l'àcid gras-CoA, fet que aportà una evidència indirecta addicional al model proposat la deficiència del qual és la responsable de la síndrome de Zellweger per acumulació d'àcid fitànic. A més, en els peroxisomes té lloc la biosíntesi dels plasmalògens (un tipus particular de fosfolípids presents quasi exclusivament en les membranes cel·lulars dels animals i de molt pocs bacteris), àcids biliars, peròxid d'hidrogen i colesterol, i igualment gluconeogènesi i transaminació de glioxalat. Donada la multiplicitat de funcions que se li adjudica, no és sorprenent que la disfunció relacionada amb el peroxisoma sigui també múltiple en les seves manifestacions, les quals es coneixen, de manera general, com a trastorns peroxisomals.
La síndrome es desenvolupa quan l'individu, per un descontrol genètic, és incapaç d'oxidar els àcids grassos de cadenes llargues (més de 22 àtoms de carboni). Aquests àcids grassos són fonamentals en les funcions dels peroxisomes. A causa que els àcids grassos de cadenes llargues es troben localitzats en general en les cèl·lules del sistema nerviós central, aquest trastorn provoca la destrucció de les beines de mielina i afecta el desenvolupament del cervell.

### Gens implicats
Els gens implicats en la malaltia són:
- PEX1[15] – Locus 7q21-q22 (el més freqüent, entorn del 70%)[16]
- PEX2[17] – Locus 8q13-21
- PEX3 – Locus 6q23-q24
- PEX5 – Locus 12p13.31
- PEX6 – Locus 6p21.1
- PEX10 – Locus 1p36.22
- PEX12 – Locus 17q12
- PEX13[18] – Locus 2p15
- PEX14 – Locus 1p36.2
- PEX16 – Locus 11p12-p11.2
- PEX19[19] – Locus 1q22
- PEX26[20] – Locus 22q11-21

## Patogènia
Les alteracions del peroxisoma, condicionades genèticament, impliquen pertorbacions importants de les seves vies metabòliques. Això es relaciona fonamentalment amb l'absència de proteïnes funcionals d'aquest orgànul, les quals són sintetitzades citoplasmàticament, a través de la mediació de gens nuclears. Aquestes proteïnes han de ser importades creuant la membrana cel·lular, per mitjà d'un mecanisme regulat per seqüències polipeptídiques de reconeixement peroxisomal. Quan aquest procés d'importació ocorre de manera anòmala es produeixen canvis dràstics en la funció del peroxisoma.
La caracterització original de la síndrome de Zellweger va incloure la descripció de profundes alteracions morfològiques i funcionals dels peroxisomes i dels mitocondris. Considerant l'anterior i la comprovada síntesi mitocondrial de 20:4n-6 i 22:6n-3 des d'acetat marcat, pot suposar-se que la disfunció mitocondrial es relaciona amb alteracions dels nivells d'àcids grassos.
Això explicaria l'aparent contradicció entre l'augment (o normalitat) de nivells d'alguns àcids grassos i la disminució d'uns altres, sempre que es consideri que la síntesi mitocondrial normal implica la participació de reaccions enzimàtiques n-3 i n-6 específiques. Existeixen proves addicionals d'una via com la plantejada derivada de l'estudi de la síntesi retinal de fosfolípids. D'altra banda, aquesta hipotètica via permetria l'explicació de la reducció dels nivells d'àcid araquidònic, la qual, si bé no ocorre sempre ni necessàriament en tots els teixits, no pot de cap manera ser explicada a través de defectes en la reacció redox. A més, s'ha provat que l'acetat generat intramitocondrialment (a partir de lactat) pot augmentar notablement la síntesi de 20:4n-6 i 20:5n-3, la qual cosa indica la presència intramitocondrial de la maquinària enzimàtica necessària per a l'elongació.
És de destacar que, ja que el transport d'àcids grassos cap al mitocondri és depenent de carnitina, poden esperar-se alteracions “Zellweger-similars” derivades del dèficit d'aquest compost, un fenomen que ha estat descrit en casos de deficiència de proteïna D-bifuncional. Per exemple, l'administració de diversos fibrats (excretables com a èsters de carnitina) fa proliferar als peroxisomes, però redueix els nivells de carnitina, generant aquest patró “Zellweger-similar” característic dels avui dia anomenats trastorns de l'espectre Zellweger. Infante i Huszagh van descrirue la coincidència de dèficit de carnitina i disminució d'àcid docosahexaenoic en trastorns lligats a l'oxidació i a la fosforilació oxidativa, fet que aportà una evidència indirecta addicional al model proposat.
Els efectes produïts pels neurolèptics (fenotiazines i fenitoïna), capaços de disminuir els nivells de 22:6n-3, donen suport a la participació de l'oxidació peroxisomal, però també a la participació mitocondrial, ja que són inhibidors de la carnitina octanoiltransferasa i de la carnitina palmitoiltransferasa. Els avantatges de la participació mitocondrial normal en aquesta via són les següents:
- Accés ràpid al suplement citosòlic de substrats i cofactors
- Competició minimitzada per acil-substrats per la maquinària oxidativa de la membrana interna.
- Facilitat d'exportació de productes per a altres orgànuls i/o productes de secreció

El camp d'estudi dels dèficits de 22:6n-3 és molt ampli, atès que s'han atribuït múltiples funcions als fosfolípids que els contenen. Entre unes altres, es troben la participació en múltiples sistemes de membrana relacionats amb activitat enzimàtica, de transport o senyalització. D'altra banda, els àcids grassos deficitaris en la síndrome de Zellweger semblen estar implicats en moltes altres funcions importants, incloent la mielinització, la migració neuronal i el desenvolupament morfològic. Per això, el tractament dels trastorns peroxisomals amb derivats de l'àcid docosahexaenoic s'ha constituït en una alternativa terapèutica rellevant, l'eficàcia clínica de la qual ja ha estat comprovada.

## Quadre clínic
Els afectats per la síndrome de Zellweger presenten els següents signes i símptomes:
- Hepatomegàlia.
- Hipotonia.
- Fontanel·la anterior gran i sutures cranials molt obertes, la qual cosa implica una cara rodona i orelles displàsiques d'implantació baixa.
- Calcificacions condrals puntejades i simètriques patel·lars.[27]
- Hipertelorisme, augment de la separació dels ulls.
- Parpelles edematoses, inflades a causa de la falta de drenatge limfàtic.
- Hipoplàsia i displàsia, desenvolupament anormal o incomplet d'alguns òrgans i teixits.
- Taques de Brushfield, taques blanques o groguenques al voltant de l'iris.[28]
- Nistagmes.
- Glaucoma.
- Retinopatia pigmentària.
- Heterotàxia, desplaçament congènit anòmal d'un òrgan.
- Retard mental.
- Orificis del nas antevertits.
- Paladar ogival, paladar en forma de volta.
- Micrognatia, mandíbula anormalment petita.
- Icterícia, coloració groguenca de la pell.
- Quists renals, macroscòpics a nivell cortical i microscòpics a nivell tubular i glomerular.
- Retard de creixement, tant intrauterí com postnatal.
- Trastorns de la coagulació.[29]
- En alguns casos, sèpsia fulminant.[30]

## Classificació
Depenent del grau d'afectació funcional, es reconeixen dos grans grups de trastorns peroxisomals:
- Grup I: En el qual la biogènesi normal dels peroxisomes està alterada amb anomalies funcionals múltiples. Impliquen absència o disminució important del nombre de peroxisomes, amb alteracions microscòpiques visibles emprant tecnologia avençada (“fantasmes” de peroxisomes).[32] La síndrome de Zellweger (malaltia autosòmica recessiva) és la seva patologia més representativa.
- Grup II: En el qual es presenten deficiències aïllades d'una proteïna, amb alteracions puntuals. La adrenoleucodistròfia lligada al cromosoma X és el trastorn més comú d'aquest grup.[33]

Malgrat aquesta classificació, actualment es tendeix a reconèixer que els trastorns peroxisomals constitueixen una entitat clínica única, amb graus variables de presentació i un ampli ventall de manifestacions com dismòrfies, trastorns oculars, retard psicomotor, hepatopaties i nefropaties i trastorns greus del sistema nerviós central, incloent desmielinització important.

## Diagnòstic
El quadre característic de la síndrome de Zellweger inclou hepatomegàlia, elevats nivells sanguinis de minerals com el ferro i l'alumini, polimicrogiria cerebral (desorganització cortical amb múltiples circumvolucions excessivament petites), retard mental, pèrdua auditiva i defectes en la retina. La síndrome de Zellweger deu sospitar-se en tot nen amb problemes craneofacials, associats a l'hepatomegàlia.
Els símptomes no sempre són tan obvis com per arribar a un ràpid diagnòstic en el nounat. Els símptomes més comuns són aparents en els trets facials dels nounats, semblant-se a la dismòrfia craniofacial de la síndrome de Down. És comú veure atacs epilèptics, fontanel·les anormalment grans, i notable hipotonia muscular.
Altres malalties, com la de Refsum infantil (IRD), adrenoleucodistròfia neonatal (NALD), són tipificades com a síndrome similar al de Zellweger a causa que és difícil distingir un quadre clínic de l'altre.

## Tractament
No hi ha un remei curatiu per a la malaltia de Zellweger, només un tractament pal·liatiu que consisteix en un subministrament d'àcids grassos omega 3, que millora les alteracions neurològiques, frenant el retard psicomotor i la deterioració visual i auditiva. En casos molt singulars de nens petits germans, el trasplantament de cèl·lules mare hematopoiètiques al·logènic ha obtingut bons resultats a curt termini.
Té gran importància prevenir les infeccions oportunistes per evitar complicacions com la pneumònia i la insuficiència respiratòria. En determinats casos, l'administració de perampanel (un fàrmac anticonvulsiu) pot reduir el nombre i la gravetat de les crisis comicials.

## Profilaxi
Segons alguns estudis, s'ha relacionat als àcids grassos de cadena molt llarga (AGCML) amb la síndrome de Zellweger, la qual és resultat d'un defecte de la beta-oxidació peroxisomal sense tipificar.
La ressonància cerebral i, en algunes ocasions, la tomografia axial computarizada, permeten establir un diagnòstic presumptiu de AGCML. El diagnòstic bioquímic o molecular permet localitzar portadors o casos prenatals, a més de la identificació de familiars asimptomàtics i l'avaluació de la gravetat de la malaltia.
El diagnòstic prenatal pot realitzar-se mitjançant el cultiu de ammniòcits, en el qual es detecten acumulació de AGCML i dèficit de acetil-CoA-dihidroxiacetona-fosfat-acetiltransferasa. Al centrifugar aquests amniòcits s'observa el sobrenedant de l'enzim catalasa, el qual precipita en els individus normals.